# Stanley Cup playoff 1973
I playoff della Stanley Cup 1973 del campionato NHL 1972-1973 hanno avuto inizio il 4 aprile 1973. Le otto squadre qualificate per i playoff, le quattro migliori di ciascuna division al termine della stagione regolare, hanno giocato le due serie dei quarti di finale e delle semifinali al meglio delle sette partite. Le due formazioni rimaste hanno disputato una serie al meglio delle sette sfide per la conquista della Stanley Cup.
Nel corso dei playoff del 1973 nessuna delle serie disputate si concluse sul punteggio di 4-0 per una delle due squadre; tale circostanza non si sarebbe più ripetuta fino ai playoff del 1991, tuttavia in quella stagione vennero disputate quindici serie contro le sole sette giocate nel 1973.

## Squadre partecipanti

### Formazioni

#### East Division
1. Montreal Canadiens - vincitori della East Division, 120 punti
2. Boston Bruins - 107 punti
3. New York Rangers - 102 punti
4. Buffalo Sabres - 88 punti

#### West Division
1. Chicago Blackhawks - vincitori della West Division, 93 punti
2. Philadelphia Flyers - 85 punti
3. Minnesota North Stars - 85 punti
4. St. Louis Blues - 76 punti

### Tabellone
I quarti di finale vedono affrontarsi squadre provenienti dalla stessa division, la prima qualificata contro la quarta e la seconda contro la terza; il tabellone è strutturato in modo che le vincitrici delle due division possano affrontarsi solo nella finale di Stanley Cup. In tutti e tre i turni di playoff si gioca al meglio delle sette sfide con il formato 2-2-1-1-1: la squadra migliore in stagione regolare avrebbe disputato in casa Gara-1 e 2, (se necessario anche Gara-5 e 7), mentre quella posizionata peggio avrebbe giocato nel proprio palazzetto Gara-3 e 4 (se necessario anche Gara-6).
|  | Quarti di finale | Quarti di finale      | Quarti di finale    |                    |                     | Semifinali         | Semifinali | Semifinali |  |  | Finale | Finale             | Finale |
|  |                  |                       |                     |                    |                     |                    |            |            |  |  |        |                    |        |
|  | E1               | Montreal Canadiens    | 4                   |                    |                     |                    |            |            |  |  |        |                    |        |
|  | E4               | Buffalo Sabres        | 2                   |                    |                     |                    |            |            |  |  |        |                    |        |
|  | E4               | Buffalo Sabres        | 2                   |                    | E1                  | Montreal Canadiens | 4          |            |  |  |        |                    |        |
|  |                  |                       |                     |                    | E1                  | Montreal Canadiens | 4          |            |  |  |        |                    |        |
|  |                  | W2                    | Philadelphia Flyers | 1                  |                     |                    |            |            |  |  |        |                    |        |
|  | W2               | W2                    | Philadelphia Flyers | 1                  | Philadelphia Flyers | 4                  |            |            |  |  |        |                    |        |
|  | W2               |                       |                     |                    | Philadelphia Flyers | 4                  |            |            |  |  |        |                    |        |
|  | W3               | Minnesota North Stars | 2                   |                    |                     |                    |            |            |  |  |        |                    |        |
|  |                  |                       |                     |                    |                     |                    |            |            |  |  | E1     | Montreal Canadiens | 4      |
|  |                  |                       | W1                  | Chicago Blackhawks | 2                   |                    |            |            |  |  |        |                    |        |
|  | W1               | Chicago Blackhawks    | 4                   |                    |                     |                    |            |            |  |  |        |                    |        |
|  | W4               | St. Louis Blues       | 1                   |                    |                     |                    |            |            |  |  |        |                    |        |
|  | W4               | St. Louis Blues       | 1                   |                    | W1                  | Chicago Blackhawks | 4          |            |  |  |        |                    |        |
|  |                  |                       |                     |                    | W1                  | Chicago Blackhawks | 4          |            |  |  |        |                    |        |
|  |                  | E3                    | New York Rangers    | 1                  |                     |                    |            |            |  |  |        |                    |        |
|  | E2               | E3                    | New York Rangers    | 1                  | Boston Bruins       | 1                  |            |            |  |  |        |                    |        |
|  | E2               |                       |                     |                    | Boston Bruins       | 1                  |            |            |  |  |        |                    |        |
|  | E3               | New York Rangers      | 4                   |                    |                     |                    |            |            |  |  |        |                    |        |

## Quarti di finale

### Montreal - Buffalo
| Montréal 4 aprile 1973 | Buffalo Sabres | 1 – 2 (0-0; 1-1; 0-1) referto | Montreal Canadiens | Forum de Montréal (16.386 spett.) |

| Montréal 5 aprile 1973 | Buffalo Sabres | 3 – 7 (2-0; 0-5; 1-2) referto | Montreal Canadiens | Forum de Montréal (16.558 spett.) |

| Buffalo 7 aprile 1973 | Montreal Canadiens | 5 – 2 (1-0; 2-1; 2-1) referto | Buffalo Sabres | Buffalo Memorial Auditorium (15.658 spett.) |

| Buffalo 8 aprile 1973 | Montreal Canadiens | 1 – 5 (1-0; 0-2; 0-3) referto | Buffalo Sabres | Buffalo Memorial Auditorium (15.660 spett.) |

| Montréal 10 aprile 1973 | Buffalo Sabres | 3 – 2 (d.t.s.) (0-1; 2-0; 0-1) referto | Montreal Canadiens | Forum de Montréal (16.436 spett.) |

| Buffalo 12 aprile 1973 | Montreal Canadiens | 4 – 2 (4-0; 0-0; 0-2) referto | Buffalo Sabres | Buffalo Memorial Auditorium (15.668 spett.) |

### Philadelphia - Minnesota
| Filadelfia 4 aprile 1973 | Minnesota North Stars | 3 – 0 (0-0; 2-0; 1-0) referto | Philadelphia Flyers | The Spectrum (16.000 spett.) |

| Filadelfia 5 aprile 1973 | Minnesota North Stars | 1 – 4 (0-1; 0-3; 1-0) referto | Philadelphia Flyers | The Spectrum (16.600 spett.) |

| Bloomington 7 aprile 1973 | Philadelphia Flyers | 0 – 5 (0-1; 0-0; 0-4) referto | Minnesota North Stars | Met Center (14.647 spett.) |

| Bloomington 8 aprile 1973 | Philadelphia Flyers | 3 – 0 (1-0; 0-0; 2-0) referto | Minnesota North Stars | Met Center (15.449 spett.) |

| Filadelfia 10 aprile 1973 | Minnesota North Stars | 2 – 3 (d.t.s.) (1-1; 0-1; 1-0) referto | Philadelphia Flyers | The Spectrum (16.600 spett.) |

| Bloomington 12 aprile 1973 | Philadelphia Flyers | 4 – 1 (0-1; 3-0; 1-0) referto | Minnesota North Stars | Met Center (15.664 spett.) |

### Chicago - St. Louis
| Chicago 4 aprile 1973 | St. Louis Blues | 1 – 7 (0-2; 0-3; 1-2) referto | Chicago Blackhawks | Chicago Stadium (16.666 spett.) |

| Chicago 5 aprile 1973 | St. Louis Blues | 0 – 1 (0-1; 0-0; 0-0) referto | Chicago Blackhawks | Chicago Stadium (16.666 spett.) |

| St. Louis 7 aprile 1973 | Chicago Blackhawks | 5 – 2 (3-2; 1-0; 1-0) referto | St. Louis Blues | St. Louis Arena (19.237 spett.) |

| St. Louis 8 aprile 1973 | Chicago Blackhawks | 3 – 5 (2-1; 0-3; 1-1) referto | St. Louis Blues | St. Louis Arena (18.863 spett.) |

| Chicago 10 aprile 1973 | St. Louis Blues | 1 – 6 (0-2; 1-2; 0-2) referto | Chicago Blackhawks | Chicago Stadium (16.666 spett.) |

### Boston - NY Rangers
| Boston 4 aprile 1973 | New York Rangers | 6 – 2 (1-1; 4-0; 1-1) referto | Boston Bruins | Boston Garden (15.003 spett.) |

| Boston 5 aprile 1973 | New York Rangers | 4 – 2 (1-1; 2-1; 1-0) referto | Boston Bruins | Boston Garden (15.003 spett.) |

| New York 7 aprile 1973 | Boston Bruins | 4 – 2 (1-1; 1-0; 2-1) referto | New York Rangers | Madison Square Garden (17.500 spett.) |

| New York 8 aprile 1973 | Boston Bruins | 0 – 4 (0-2; 0-2; 0-0) referto | New York Rangers | Madison Square Garden (17.500 spett.) |

| Boston 10 aprile 1973 | New York Rangers | 6 – 3 (3-2; 1-0; 2-1) referto | Boston Bruins | Boston Garden (15.003 spett.) |

## Semifinali

### Montreal - Philadelphia
| Montréal 14 aprile 1973 | Philadelphia Flyers | 5 – 4 (d.t.s.) (1-1; 1-1; 2-2) referto | Montreal Canadiens | Forum de Montréal (16.929 spett.) |

| Montréal 17 aprile 1973 | Philadelphia Flyers | 3 – 4 (d.t.s.) (2-1; 1-1; 0-1) referto | Montreal Canadiens | Forum de Montréal (17.010 spett.) |

| Filadelfia 19 aprile 1973 | Montreal Canadiens | 2 – 1 (1-0; 0-1; 0-0) referto | Philadelphia Flyers | The Spectrum (16.600 spett.) |

| Filadelfia 22 aprile 1973 | Montreal Canadiens | 4 – 1 (0-1; 3-0; 1-0) referto | Philadelphia Flyers | The Spectrum (16.600 spett.) |

| Montréal 24 aprile 1973 | Philadelphia Flyers | 3 – 5 (1-1; 1-1; 1-3) referto | Montreal Canadiens | Forum de Montréal (17.141 spett.) |

### Chicago - NY Rangers
| Chicago 12 aprile 1973 | New York Rangers | 4 – 1 (1-1; 0-0; 3-0) referto | Chicago Blackhawks | Chicago Stadium (16.666 spett.) |

| Chicago 15 aprile 1973 | New York Rangers | 4 – 5 (1-3; 3-2; 0-0) referto | Chicago Blackhawks | Chicago Stadium (19.000 spett.) |

| New York 17 aprile 1973 | Chicago Blackhawks | 2 – 1 (1-0; 0-1; 1-0) referto | New York Rangers | Madison Square Garden (17.500 spett.) |

| New York 19 aprile 1973 | Chicago Blackhawks | 3 – 1 (0-0; 1-0; 2-1) referto | New York Rangers | Madison Square Garden (17.500 spett.) |

| Chicago 24 aprile 1973 | New York Rangers | 1 – 4 (0-1; 1-1; 0-2) referto | Chicago Blackhawks | Chicago Stadium (16.666 spett.) |

## Finale Stanley Cup
La finale della Stanley Cup 1973 è stata una serie al meglio delle sette gare che ha determinato il campione della National Hockey League per la stagione 1972-73. I Montreal Canadiens hanno sconfitto i Chicago Blackhawks in sei partite e si sono aggiudicati la diciottesima Stanley Cup nella loro storia.

## Statistiche

### Classifica marcatori
La seguente lista elenca i migliori marcatori al termine dei playoff.

| Giocatore       | Squadra            | PG | G  | A  | Pt | MP |
| --------------- | ------------------ | -- | -- | -- | -- | -- |
| Yvan Cournoyer  | Montreal Canadiens | 17 | 15 | 10 | 25 | 2  |
| Dennis Hull     | Chicago Blackhawks | 16 | 9  | 15 | 24 | 4  |
| Frank Mahovlich | Montreal Canadiens | 17 | 9  | 14 | 23 | 6  |
| Jacques Lemaire | Montreal Canadiens | 17 | 7  | 13 | 20 | 2  |
| Stan Mikita     | Chicago Blackhawks | 15 | 7  | 13 | 20 | 8  |
| Pat Stapleton   | Chicago Blackhawks | 16 | 2  | 15 | 17 | 10 |
| Pit Martin      | Chicago Blackhawks | 15 | 10 | 6  | 16 | 6  |
| Jim Pappin      | Chicago Blackhawks | 16 | 8  | 7  | 15 | 24 |
| Guy Lapointe    | Montreal Canadiens | 17 | 6  | 7  | 13 | 20 |
| Peter Mahovlich | Montreal Canadiens | 17 | 4  | 9  | 13 | 22 |

### Classifica portieri
Questa tabella elenca i cinque migliori portieri dei playoff per media di gol subiti con almeno quattro partite disputate.

| Giocatore      | Squadra               | PG | Min  | V  | S | GS | SO | MGS  |
| -------------- | --------------------- | -- | ---- | -- | - | -- | -- | ---- |
| Cesare Maniago | Minnesota North Stars | 5  | 309  | 2  | 3 | 9  | 2  | 1.75 |
| Eddie Giacomin | New York Rangers      | 10 | 539  | 5  | 4 | 23 | 1  | 2.56 |
| Doug Favell    | Philadelphia Flyers   | 11 | 669  | 5  | 6 | 29 | 1  | 2.60 |
| Ken Dryden     | Montreal Canadiens    | 17 | 1039 | 12 | 5 | 50 | 1  | 2.89 |
| Tony Esposito  | Chicago Blackhawks    | 15 | 895  | 10 | 5 | 46 | 1  | 3.08 |